# Seewiesenfest
Das Seewiesenfest ist ein Musik-Open-Air-Fest, welches seit 1991 beinahe jährlich auf der Kleinreiflinger Seewiese in der oberösterreichischen Gemeinde Weyer stattfindet. Veranstalter des Seewiesenfests ist der Kulturverein Frikulum. Zuletzt fand die Veranstaltung im Jahr 2018 statt.

## Programm
- 1991: Die Goas, Attwenger, Real Blues Fritz
- 1992: Extended Version, Dharma Bums Insane, Sexual Spastics, Le Jaques Brel Massacre, Gillmoore
- 1993: Nova Mob, Those Who Survived The Plague, Inherent Obscurity, Bahöö, Schwester
- 1994: H. P. Zinker, Schönheitsfehler, Wipe Out, Let 3, Play The Tracks Of, Scapegoat, Pest
- 1995: 2227, Fuckhead, Scrooge, Total Chaos, Ulugh Muz Tagh, Youngdozer, Sasa Kroma
- 1996: Chokebore, F. S. K., Maya, Panenka, Fennesz, Kindheitstrauma, DJ H.nes
- 1997: Die Aeronauten, Planet E, Alois Huber, Operator Burstup, Superformy, Grainfield, Sonora Superstars, Captain Future
- 1999: DMX Krew, Tuesday Weld, Elektroploitation, Nanola, Trio Exclusive, Mugg, Dead Monks
- 2002: Naked Lunch, Pelzig, Jellybeat, Mika, Sweet Susi, Popserver, Lost World Mansion, Agent P
- 2003: Wir sind Helden, Tomte, Favez, Binder & Krieglstein, Wedekind, Groove Alliance, Mundpropaganda, Matvej B Kocmoce & Pascal Turbo
- 2004: Broken Social Scene, Angelika Express, Tigerbeat, Stars, Petsch Moser, Anajo, Never Been Famous, Estate, Die2Kosmonauten
- 2005: Nada Surf, Mauracher, Monta, Parabol, The Bunny Situation, The Heartbreak Motel, The Robocop Kraus, Velojet
- 2006: IAMX, Deichkind, Fuzzman, Ms. John Soda, Kate Mosh, The Seesaw, Mike & A Massive Illusion
- 2007: Jeans Team, Apostle of Hustle, Garish, Plus Minus, Someone Still Loves You Boris Yeltsin, Killed by 9V Batteries, Shakadelix, Fuzzman & The Crazy Horse, Captain Caracho
- 2008: Saul Williams, Bunny Lake, Florian Horwath & The Mothers Of Scandinavia, Gustav, Mintzkov, Soap&Skin, Law Found Guilt, Neigungsgruppe Sex Gewalt & Gute Laune, Gosh
- 2009: Ebony Bones, Malajube, Clara Luzia, Metronomy, Fiva & DJ Phekt, The Very Pleasure, Nowhere Train, One Two Three Cheers & A Tiger, Asterisking Axioms
- 2010: The Hidden Cameras, We Were Promised Jetpacks, Trouble Over Tokio, Oh No Ono, MAdoppelT, Marilies Jagsch & Band, Destroy Munich, Joyce Muniz & Shanti Root live feat. Thaistylee & Guests, Der Nino aus Wien feat. Sir Tralala, Fetznbuam aka. edithSchneider & Captain Caracho
- 2011: Ra Ra Riot, FM Belfast, Kreisky, Bilderbuch, Esben And The Witch, Parkwächter Harlekin, Love & Fist feat. Austrian Dance-Shock, Musikarbeiter-Innenkapelle
- 2012: Citizens!, Reptile Youth, Lower Dens, Still Flyin’, Tu Fawning, Liz Green, DAWA, Adolessonz, Columbian Necktie, Jason Urick, Betes & Junk Eye Jack
- 2014: EMA, Thumpers, Wye Oak, Ja, Panik, M185, Cid Rim, Keston Cobblers Club, Yasmo MC, Mary-Ann Kiefer, Vinz Binder
- 2015: Kante, Dorian Concept, We Are the City, Viech, Colleen Green, Clemens Band Denk, Die Nerven, Brennholz. Rocks, Jeffrey Lewis & The Jrams, Pola-Riot
- 2016: Suuns, LUH, Astronautalis, Trümmer, SLUFF, Kids N Cats, Conclave, Voodoo Jürgens, Giga Ritsch
- 2018: Isolation Berlin, Leyya, golden dawn arkestra, TTR Allstars, Astpai, Wolf Parade, Ankathie Koi, Stefanie Sargnagel, Das Lunsentrio, Tents, Pressyes, Zapp Galura, Dives, Dj Phekt

Seit 2008 findet parallel zum Musikprogramm ein Poetry Slam auf einer eigenen Bühne statt.